# Autoroute A21 (Italie)
Pour les articles homonymes, voir A21.
L'autoroute italienne A21 relie Turin à Brescia en passant à proximité d'Alexandrie et de Plaisance.

Carte de l'A21

Tracé A21 "Autoroute des Vins"

## Tableau du parcours
| A21 TURIN - BRESCIA Autoroute des Vins |                                                                         |      |      |          |                        |
| Type                                   | Indication                                                              | ↓km↓ | ↑km↑ | Province | Appellation européenne |
|                                        | Périphérique Sud de Turin                                               | 0    |      | TO       | E70                    |
|                                        | Villanova                                                               | 11   |      | AT       | E70                    |
|                                        | Barrière de péage de Villanova                                          | 11   |      | AT       | E70                    |
|                                        | Aire de services "Villanova"                                            | 13   |      | AT       | E70                    |
|                                        | Asti Ouest                                                              | 32   |      | AT       | E70                    |
|                                        | Asti Est - Coni Turin-Savone Langhe                                     | 39   |      | AT       | E70                    |
|                                        | Aire de services "Crocetta"                                             | 48   |      | AL       | E70                    |
|                                        | Felizzano - Quattordio Montferrat                                       | 51   |      | AL       | E70                    |
|                                        | Gênes Voltri - Gravellona Toce Ivrée Simplon Laghi                      | 63   |      | AL       | E70                    |
|                                        | Alexandrie Ouest                                                        | 65   |      | AL       | E70                    |
|                                        | Alexandrie Est                                                          | 78   |      | AL       | E70                    |
|                                        | Gênes - Milan                                                           | 87   |      | AL       | E70                    |
|                                        | Aire des services "Tortona"                                             | 91   |      | AL       | E70                    |
|                                        | Voghera                                                                 | 101  |      | PV       | E70                    |
|                                        | Casteggio - Casatisma                                                   | 115  |      | PV       | E70                    |
|                                        | Broni - Stradella Oltrepò pavese                                        | 127  |      | PV       | E70                    |
|                                        | Aire de services "Stradella"                                            | 130  |      | PV       | E70                    |
|                                        | Castel San Giovanni                                                     | 141  |      | PC       | E70                    |
|                                        | Plaisance Ouest                                                         | 157  |      | PC       | E70                    |
|                                        | Raccord A21 - A1 - Plaisance Sud Milan - Naples Rocade sud de Plaisance | 165  |      | PC       | E70                    |
|                                        | aire de services "Nure"                                                 | 176  |      | PC       | E70                    |
|                                        | Caorso                                                                  | 176  |      | PC       | E70                    |
|                                        | Raccord Fiorenzuola d'Arda                                              | 181  |      | PC       | E70                    |
|                                        | Castelvetro Piacentino Crémone Zone industrielle                        | 186  |      | PC       | E70                    |
|                                        | Aire de services "Cremona"                                              | 194  |      | CR       | E70                    |
|                                        | Crémone Crema Route d'État SS 10 Padana Inferiore : Mantoue             | 195  |      | CR       | E70                    |
|                                        | Pontevico - Robecco                                                     | 210  |      | BS / CR  | E70                    |
|                                        | Manerbio Aéroport de Brescia-Montichiari                                | 221  |      | BS       | E70                    |
|                                        | Aire de services "Ghedi"                                                | 230  |      | BS       | E70                    |
|                                        | Brescia Sud                                                             | 233  |      | BS       | E70                    |
|                                        | Turin - Trieste                                                         | 237  |      | BS       | E70                    |
|                                        | Brescia Centre                                                          | 238  |      | BS       | E70                    |